# Kollafjörður (Breiðafjörður)
Kollafjörður – fiord w północno-zachodniej Islandii, położony w północnej części zatoki Breiðafjörður, między półwyspami Bæjarnes (ze szczytami pow. 500 m n.p.m.) i Skálanes. Jest jednym z kilku fiordów wcinających się w południową część rozległego półwyspu tworzącego region Fiordów Zachodnich. Na zachód od niego znajduje się fiord Kvígindisfjörður, a na wschód - Þorskafjörður. Fiord Kollafjörður ma około 14 km długości i 4,5 km szerokości u wejścia do fiordu.
Brzegi fiordu są bardzo słabo zaludnione. Wzdłuż jego wschodniego wybrzeża biegnie droga nr 60. Pod względem administracyjnym należy do gminy Reykhólahreppur.